# New Sharon (Iowa)
New Sharon è una città degli Stati Uniti d'America, situata nello Stato dell'Iowa, nella contea di Mahaska.